# 小烏斯季亞
51°28′14″N 32°31′59″E / 51.47056°N 32.53306°E
小烏斯季亞（烏克蘭語：Мале Устя），是烏克蘭北部的村莊，隸屬切爾尼希夫州的科留基夫卡區。該村處於傑斯納河畔，始建於1274年，面積1.3平方公里，海拔高度118米，2001年人口275。